# ستيفن ماسترز
ستيفن ماسترز (بالدنماركية: Stephen Grenville Masters)‏ هو مجدف دنماركي، ولد في 10 سبتمبر 1969 في Søborggård Parish ‏ في الدنمارك.

## وصلات خارجية
- ستيفن ماسترز على موقع الاتحاد الدولي للتجديف (الإنجليزية)
- ستيفن ماسترز على موقع اللجنة الأولمبية الدولية (الإنجليزية)
- ستيفن ماسترز على موقع أوليمبيديا (الإنجليزية)